# Mýflug
Mýflug hf. (im Markenauftritt Mýflug Air) ist eine isländische Fluggesellschaft mit Sitz und Basis auf dem Flugplatz Mývatn.

## Geschichte
Myflug Air wurde am 7. April 1985 mit dem Ziel gegründet, vom Flughafen Mývatn am Myvatn-See in Nord-Island aus Rund- und Charterflüge sowie Flugunterricht anzubieten.
Da diese neue Fluggesellschaft von Einheimischen gegründet wurde, wurde sie nach dem nahe gelegenen See benannt: Mýflug (Myflug Air in Englisch).
Das Geschäft wuchs stetig und 1987 wurde am Flughafen ein neuer Hangar mit einem kleinen Passagierempfang errichtet. Zu den in den ersten Jahren eingesetzten Flugzeugtypen gehörten Cessna 152, Cessna 172, Cessna 206 und Piper PA-23 Apache. Gemeinsam war ihnen eine eher begrenzte Sitzplatzkapazität. Dies änderte sich jedoch, als die Fluggesellschaft 1990 einen Linienflug zwischen der Hauptstadt Reykjavík und dem Mývatn-See unter Verwendung eines Piper Chieftain mit acht bis neun Passagieren aufnahm.
1997 wurde ein Linienflugdienst zwischen dem Mývatn-See und Hornafjörður (an der Südostküste Islands) gestartet, der jedoch zwei Jahre später zusammen mit den Linienflügen nach Reykjavík eingestellt wurde. Stattdessen nahm die Fluggesellschaft Linienflüge zwischen Reykjavik und Húsavík in Nord-Island auf. Eine Dornier 228 mit neunzehn Sitzplätzen wurde gechartert und der Dienst begann 1999.
Das niedrige Passagieraufkommen war jedoch enttäuschend, und die Linienflüge zwischen Reykjavik und Húsavík wurden 18 Monate wieder später eingestellt. Nach einem Überdenken der Strategie verlagerte Mýflug Air seinen Fokus von den Linienflügen auf den touristischen Markt, hauptsächlich Rundflüge vom Mývatn-See, sowie Charter- und Ambulanzflüge.
Im Jahr 2005 erhielt Mýflug Air den Zuschlag für die Erbringung von Ambulanzflügen in die meisten Teile Islands. Die Vertragslaufzeit betrug fünf Jahre und begann am 1. Januar 2006 mit optionaler Verlängerung um zwei Jahre.
Ein Beechcraft Super King Air B200 wurde gekauft und mit allen für den Patiententransport notwendigen Ausrüstungen einschließlich zweier Tragbahren renoviert.
Im Jahr 2008 expandierte das Unternehmen weiter, als es den täglichen Betrieb von Isavia-Flugzeugen übernahm, die ebenfalls Beechcraft Super King Air B200 sind. Die Vertragslaufzeit betrug zunächst ein Jahr, bis sie 2009 für die nächsten drei Jahre erneuert wurde. Dieser Vertrag ermöglichte es Mýflug Air, ein Ersatzflugzeug des gleichen Typs für Ambulanzflüge sowie für Charterflüge zur Verfügung zu haben.
Es wird auch für Kalibrierungs-Flüge in Island, Grönland und auf den Färöern verwendet.
Ein weiteres wichtiges Ereignis im Jahr 2008 war die Einweihung eines neuen Hangars am Flughafen Akureyri, der neben den Flugzeugen auch Büros, einen Klassenraum und einen Aufenthaltsraum im Obergeschoss umfasst.

## Dienstleistungen
Mýflug Air bietet Rund- und Charterflüge sowie Ambulanzflüge an.

## Flotte
Mit Stand Juli 2022 besteht die Flotte der Myflug Air aus vier Flugzeugen:
| Flugzeugtyp                    | Anzahl | bestellt | Luftfahrzeugkennzeichen | Anmerkungen | Sitzplätze |  |
| ------------------------------ | ------ | -------- | ----------------------- | ----------- | ---------- |  |
| Beechcraft Super King Air B200 | 2      |          | TF-MYA                  |             | 9          |  |
| Beechcraft Super King Air B200 | 2      | TF-MYB   |                         |             | 9          |  |
| Cessna U206                    | 2      |          | TF-MYF                  |             | 6          |  |
| Cessna U206                    | 2      | TF-MYY   |                         |             | 6          |  |
| Gesamt                         | 4      | —        |                         |             |            |  |

## Zwischenfälle
- Am 5. August 2013 stürzte ein Ambulanzflug vom Typ Beechcraft Super King Air B200 (Luftfahrzeugkennzeichen TF-MYX) auf einer Autorennstrecke westlich von Akureyri im Norden Islands nach der Bitte der Flugbesatzung, die Stadt Akureyri vor der Landung zu überfliegen, ab. An Bord waren zwei Piloten und ein Sanitäter. Der Kapitän und ein Rettungssanitäter starben, der Copilot trug leichte Verletzungen davon.[6]